# 할리우드 볼

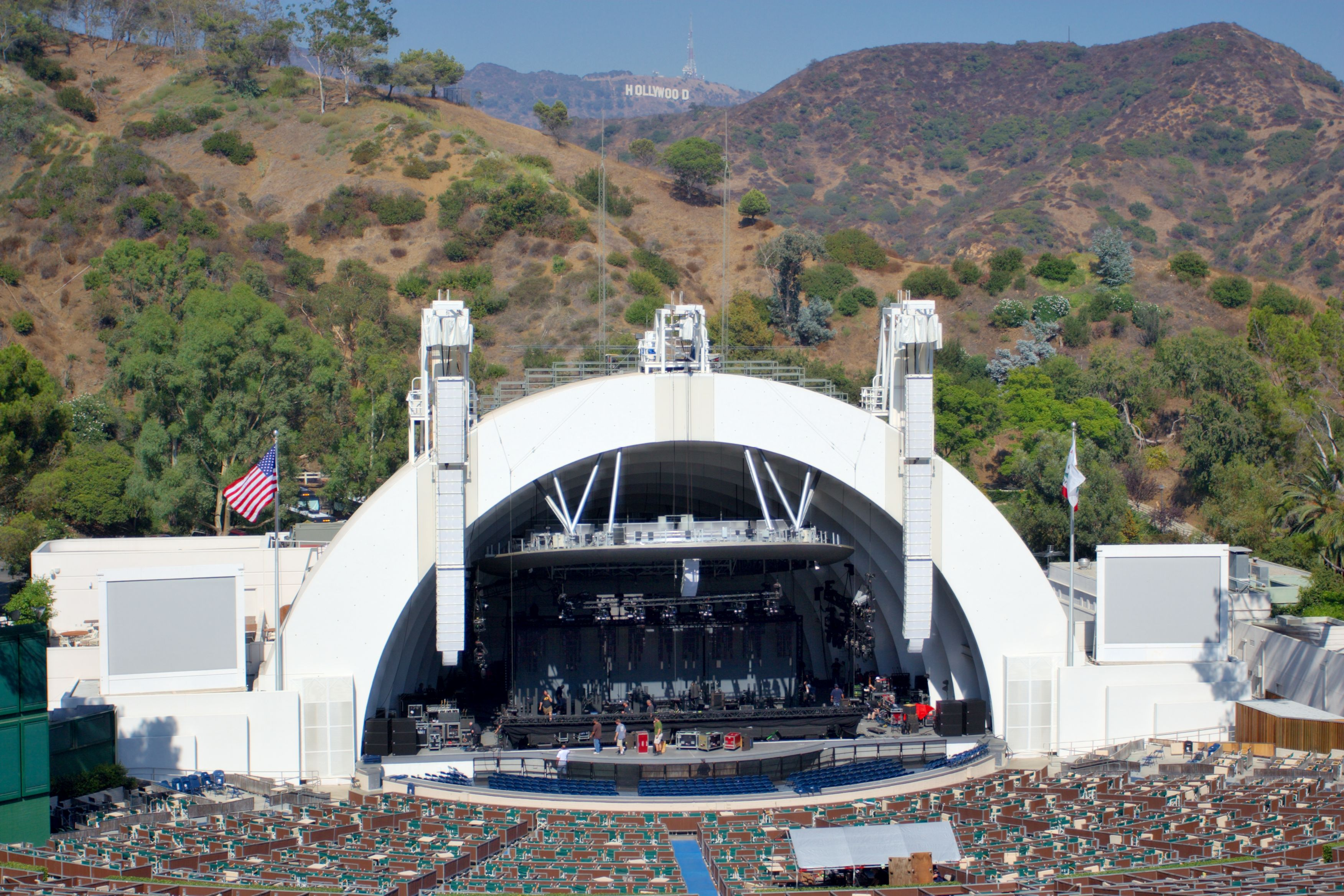
할리우드 볼

할리우드 볼(영어: Hollywood Bowl)은 미국 캘리포니아주 로스앤젤레스 할리우드에 있는 야외 음악당이다. 1922년 개장하였으며, 매년 여름에 로스앤젤레스 필하모닉의 연주회가 진행되는 것 외에 할리우드 볼 오케스트라의 연주회도 진행된다. 좌석 수는 17,376석이다.

## 역사
1922년 개장한 할리우드 볼은 1만 8,000만 명 이상을 수용할 수 있는 미국에서 가장 큰 자연 속 야외 공연장이었다. 특히 이 야외 공연장은 무대를 덮은 아치형의 멋진 조가비가 자랑거리다. 이 조가비를 설계한 사람은 건축가 프랭크 로이드 라이드의 아들 로이드 라이트로, 그는 1927년과 1929년 이곳의 조가비를 만들었고 그중 두 번째 것은 현재의 조가비 모양을 만드는 데 영감을 주었다.
남부 캘리포니아 패서디나의 로즈볼을 디자인해서 유명해진 마이런 헌트(Myron Hunt)는 1926년 풍선모양의 객석을 디자인했고, 건축가 프랭크 로이드 라이트(Frank Lloyd Wright)의 장남 로이드 라이트는 조가비 모양의 방음벽 중 2개를 디자인했다. 그 가운데 두 번째 것은 현재의 조가비 모양에 영감을 불어넣었다는 평가를 받는다. 1980년에는 로스앤젤레스의 건축가 프랭크 게리(Frank Gehry)가 방음효과를 강화하기 위해 조가비에 공 모양의 구조물을 파이버글래스로 만들어 매달았다.

## 참고 문헌
- 브라이언, 사우널 (2014). 《The Beatles in 100 Objects》 [비틀즈 100]. 아트북스. ISBN 978-89-6196-172-1. 2017년 4월 25일에 확인함.